# マデリーン・キャロル
マデリーン・キャロル（Madeleine Carroll、本名：Edith Madeleine Carroll、1906年2月26日 - 1987年10月2日）は、イギリス出身の女優である。バーミンガム大学卒業後、1928年に映画デビューを果たし、のちにハリウッドでも活躍した。

## フィルモグラフィ
- アトランティック Atlantic (1929)
- 空襲と毒瓦斯 I Was a Spy (1933)
- 世界は動く The World Moves On (1934)
- 三十九夜 The 39 Steps (1935)
- 死刑か無罪か The Case Against Mrs. Ames (1936)
- 間諜最後の日 Secret Agent (1936)
- 将軍暁に死す The General Died at Dawn (1936)
- 勝鬨 Lloyd's of London (1936)
- 陽気な街 On the Avenue (1937)
- 恋のみちぐさ It's All Yours (1937)
- ゼンダ城の虜 The Prisoner of Zenda (1937)
- 北西騎馬警官隊 North West Mounted Police (1940)